# 금순공정
금순공정(金盾工程, 영어: Golden Shield Project) 혹은 황금방패(黃金防牌)는 1998년부터 시작된 중화인민공화국의 디지털 공안 체제로 중국 공안부에서 운영한다. 또 다른 별칭들로는 만리장성에 빗대어 방화장성(防火長城) 또는 만리방벽(萬里防壁, Great Firewall)이라고도 불린다.

## 역사
1998년 중국 민주당이 처음 인터넷과 휴대 전화 문자메시지 그리고 전자우편을 이용하여 대중에게 영향력을 미칠 수 있는 지구적 기술 역량을 가진 정치적 야당으로 떠올랐다. 중국 공산당은 중국 민주당이 통제가 불가능한 새로운 강력한 네트워크를 조직할 것에 대해 경계하였다. 중국 민주당은 즉시 금지되었고, 관련자들은 체포되고 구금되었다. 황금 방패 공정의 1차 계획은 8년 동안 실행되어 2006년에 종료되었고 2차계획이 2006년부터 다시 시작되었으며 2008년에 종료되었다. 중국 중앙 방송에 따르면 황금 방패 공정은 2002년까기 기초 작업으로 8억 달러를 집행했다고 한다. 2002년 12월 6일 31개 성과 시에서 300명의 책임자들이 4일간 열렸던 중국 정보시스템 전시회에 참가하였다고 한다. 이 전시회에서 인터넷 보안, 영상 감시, 얼굴 인식 등의 서구 기술이 구매되었다. 3만 명의 공안이 황금 방패 프로젝트에 투입되고 있다고 추정된다. 중국의 컴퓨터 방화벽은 고대의 만리장성에 비교되고 있는데, 특정 IP 주소를 접근하지 못하도록 막고 있다. 그러나, 실제 내용을 검열하여 막는 것은 기술적인 한계로 인하여 통제하지 않고 있다.

## 미래
앞으로는 접근 금지 주소 데이터베이스의 업그레이드뿐만 아니라, PC의 IP 주소마다 이력을 해석하고, 각 사용자의 정치적 경향을 분석한 뒤에서 접속의 가부를 판단하는 추론 기능이 도입될 예정이며, 이 때에 인공지능을 기술을 이용할 예정이다. 예를 들면, 검색 엔진에서 '티베트'라는 단어를 입력하여 검색하는 것은 허용하지만 '티베트'를 검색한 후에 '인권'이라는 단어를 검색하면 이 때부터는 접근을 차단하게 된다.

## 기능

### 감시 설비
워싱턴 타임즈의 보도에 따르면, 중국 서부에는 파라볼릭 안테나(parabolic antenna), 인공 위성, 고속 컴퓨터 등을 사용하여 중국 내의 전화, 팩스, 인터넷 회선 등의 통신을 항상 감청하는 시설이 있다고 한다. 또, 국외의 정보도 수집하고 있는데, 카쉬가르(Kashgar)의 시설에서는 걸프전쟁 때에 사우디아라비아의 군사정보를 감청하고 있었던 것이 거론되고 있다. 이러한 시설이 황금 방패의 하드웨어일 가능성도 있다.

### 암호화 금지
통신 내용을 암호화하면 검열이 대단히 어렵기 때문에 중국 정부는 암호화 통신을 허가 없이 실시하는 것을 금지하고 있다. 그래서 SSH나 해외용 스카이프(중국 국내용 스카이프에는 검열 기능이 내장되어 있다.) 등의 암호화 통신을 행하는 소프트웨어를 이용했을 경우에는 통신이 차단될 경우가 있으며 직접 사용자에게 경고를 주는 경우도 있다.

## 같이 보기
- 천라지망(天羅地網) - 화웨이가 만든 황금방패의 업그레이드 버전, 위구르 자치구에 시범적으로 먼저 설치되었다.
- 그린 댐 유스 에스코트(영어판)
- 중국 대륙의 위키미디어 접속 차단
- 우마오당
- 훙커(레드 해커)
- 중화인민공화국의 인터넷 검열